# Fontainhas (Pangim)
Fontainhas é um bairro da cidade de Pangim em Goa, na Índia. Mantém até hoje características tipicamente portuguesas, nomeadamente a nível arquitectónico, tais como ruelas estreitas, villas antigas e edifícios pintados em cores vivas. 
O bairro oferece uma percepção de como era Pangim na época da governação portuguesa e o mais característico e mais lusitano bairro da capital de Goa que situa-se na zona oriental da cidade de Pangim, entre o morro do Altinho, o bairro de São Tomé e a chamada ribeira de Ourém.

Há cerca de 200 anos aquela área era um extenso palmar que começou a ser ocupado por moradores, quando a capital de Goa foi deslocada de Velha Goa para Pangim. Depois cresceu e, hoje, uma boa parte das suas casas datam do século XIX e são de arquitectura indo-portuguesa, com varandas, balcões e bonitas janelas. Não têm mais que dois pisos e a sua pintura usa cores mediterrânicas como o branco, o azul, o vermelho e o amarelo. As ruas do bairro são estreitas e sinuosas, havendo vielas, travessas, becos e escadarias.

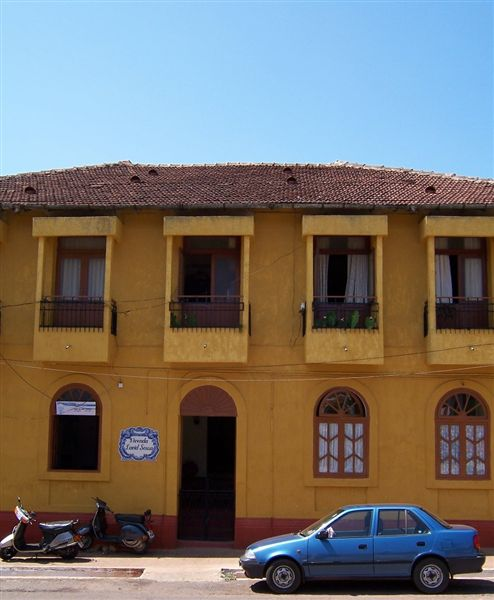
Uma casa tipicamente portuguesa no bairro de Fontainhas

Na promoção turística o bairro das Fontainhas é chamado o Bairro Latino e, desde 1974, beneficia de um regime de protecção municipal para evitar os efeitos da pressão urbanística e da especulação imobiliária.
Nas Fontainhas fica a capela de São Sebastião, a delegação da Fundação Oriente e alguns restaurantes e bares, sendo a zona de Pangim onde mais se fala português. O atendimento na farmácia, na confeitaria ou na ourivesaria, é muitas vezes feito em português.
Desde há alguns anos que, por iniciativa do Goa Heritage Action Group, uma ONG apoiada pelo Governo de Goa, se realiza o Fontainhas Festival of the Arts, com o objectivo de animar e de suscitar o interesse dos moradores e de outros interessados pelo rico património do bairro, mas também para sensibilizar as autoridades e outros possíveis parceiros públicos e privados para a sua preservação.
A originalidade desta iniciativa está na artes que confluem nas casas antigas, através de exposições de pintura, azulejos, artefactos ou fotografia, na diversidade dos programas musicais, na animação das ruas e vielas, nos restaurantes ocasionais que apresentam as suas artes gastronómicas e nas milhares de pessoas que vêm assistir e tomar parte nesta festa.